# Acanthonotozomoides sublitoralis
Acanthonotozomoides sublitoralis is een vlokreeftensoort uit de familie van de Acanthonotozomellidae. De wetenschappelijke naam van de soort is voor het eerst geldig gepubliceerd in 1931 door Schellenberg.